# Roland Kun
Pour les articles homonymes, voir Kun.
Roland Kun, né le 6 mai 1970, est un homme politique nauruan. Ministre des Finances de 2012 à 2013, il est ensuite une figure de l'opposition parlementaire réprimée par le gouvernement Baron Waqa/David Adeang, et fuit le pays avec l'aide de la Nouvelle-Zélande.

## Études et débuts
Diplômé en Économie de l'Université James-Cook en Australie, il travaille dans l'administration d'entreprises nauruanes (dont Air Nauru) et du centre nauruan de l'Université du Pacifique Sud, puis devient gérant d'hôtel à Meneng avant de se lancer en politique. Il travaille également un temps pour Transparency International. 

## Député et ministre des Finances
Il est élu député pour la première fois lors des élections législatives de 2004, puis réélu en 2007, 2008, lors des deux élections de 2010, et en 2013. Il est ministre de l'Éducation et des Pêcheries dans le gouvernement du Président Marcus Stephen de 2007 à 2011. En juin 2012, le nouveau Président Sprent Dabwido le nomme Ministre des Finances et du Développement durable, et de l'Éducation. En février 2013 il démissionne, à la suite d'un désaccord autour du rétablissement d'un centre de détention australien sur l'île. Il réintègre par la suite le gouvernement, étant nommé ministre des Finances, des Affaires étrangères, de la Justice et des Douanes. Puis il démissionne à nouveau le 28 mai, lorsque le Président Dabwido décrète l'état d'urgence afin d'accélérer la tenue d'élections législatives. Dabwido indique lors d'une allocution à la population que l'état des finances du pays nécessite qu'un nouveau budget soit adopté par le Parlement au plus vite. Kun, n'ayant pas été consulté par le président avant d'entendre cette allocution dans les médias, apporte un démenti et démissionne pour protester. 

## Figure réprimée de l'opposition
Les élections législatives ont lieu le mois suivant, en juin 2013. Roland Kun se porte candidat pour la présidence de la République. Ses pairs au Parlement lui préfèrent toutefois Baron Waqa, par treize voix contre cinq. Kun siège dès lors sur les bancs de l'opposition. Sur proposition du ministre de la Justice David Adeang, le Parlement en mai 2014 vote la suspension de Roland Kun et de deux autres députés d'opposition (Kieren Keke et Mathew Batsiua), au motif qu'ils ont critiqué le gouvernement auprès de médias étrangers, et auraient ainsi nui à la réputation internationale du pays. Début juin, deux autres députés d'opposition (Squire Jeremiah et Sprent Dabwido) sont exclus à leur tour pour la même raison. Fin juin, alors que ces cinq députés restent suspendus, le président du Parlement, Ludwig Scotty, affirme que leurs critiques contre le gouvernement s'apparentent à de la « haute trahison ». Le président de la Cour suprême ayant été expulsé du pays par le gouvernement, ces députés n'ont pas de recours pour contester leur exclusion. Le Président Waqa dispose dès lors d'un Parlement soumis, où seuls sont autorisés à siéger les députés de sa majorité, outre les deux derniers députés d'opposition Riddell Akua et Marcus Stephen. Rappelant que « le premier geste du gouvernement quand il est arrivé au pouvoir a été d'interdire aux médias nauruans d'interviewer les députés d'opposition », Roland Kun qualifie le gouvernement Waqa de « dictature ».

## Exfiltration et exil en Nouvelle-Zélande
En juin 2015, s'étant installé en Nouvelle-Zélande avec sa famille, il est interviewé par la Australian Broadcasting Corporation et dénonce les violations des libertés à Nauru. Une semaine plus tard, il est à Nauru au moment d'une manifestation devant le Parlement, les manifestants demandant que les cinq députés d'opposition soient autorisés à siéger. Kun ne prend pas part à la manifestation mais le lendemain, alors qu'il s'apprête à s'envoler vers la Nouvelle-Zélande pour rejoindre sa famille, le gouvernement Waqa révoque son passeport, lui interdisant de quitter Nauru. 
Toujours interdit de sortie de territoire, il ne se représente pas aux élections législatives de juillet 2016. Son passeport nauruan étant toujours confisqué, la Nouvelle-Zélande lui accorde la citoyenneté néo-zélandaise, lui fait parvenir un passeport néo-zélandais, et il quitte Nauru le 11 juillet - se présentant à l'aéroport à la dernière minute afin de ne pas être détenu par les autorités. Il rejoint ainsi sa famille en Nouvelle-Zélande.